# Aaa!
Aaa! è una raccolta di racconti dello scrittore italiano Aldo Busi del 2010. Ogni sezione ha al principio una delle lettere del titolo: la prima si chiama "A", la seconda "a" e l'ultima "a!".

## Racconti

### Il casto, sua moglie e l'Innominabile
Busi ripropone il personaggio del Casto, uomo politico strappato al sacerdozio e affiancato da una moglie di facciata, contrapposto allo scrittore Innominabile, sua antitesi per eccellenza. Il racconto, già peraltro apparso nell'edizione 2008 di Sentire le donne, viene incluso nella raccolta leggermente rimaneggiato.

### Gli occhi della badante
Il protagonista, omosessuale, tira le somme della sua esperienza nel mondo della prostituzione maschile e riflette su quanto sia difficile stabilire dei rapporti amorosi disinteressati.

### Domanda di lavoro a una Prima Donna
Lettera ironicamente scritta dall'autore per chiedere a Carla Bruni di assumerlo come factotum.

## Edizioni
- Aldo Busi, Aaa!, Milano, Bompiani, 2010,  p. 156, ISBN 978-88-452-6433-7.